# John Bennett
John Bennett er en britisk trommeslager og medstifter af det progressive doom metal-band The Prophecy. Udover sit nuværende band har Bennett også optrådt som midlertidig trommeslager for det britiske doom metal-band My Dying Bride i to år, mens Shaun Steels kom sig over sin skade. Han bidrog blandt andet til deres album A Line of Deathless Kings. I 2007 bekendtgjorde han, at han ikke kunne fortsætte med at spille i My Dying Bride.

## Diskografi
| År   | Band           | Titel                      |
| ---- | -------------- | -------------------------- |
| 2001 | The Prophecy   | Her Embrace My Ruin (Demo) |
| 2002 | The Prophecy   | To End All Hope            |
| 2003 | The Prophecy   | Ashes                      |
| 2006 | The Prophecy   | Revelations                |
| 2006 | My Dying Bride | A Line of Deathless Kings  |
| 2006 | My Dying Bride | "Deeper Down"              |

## Fodnoter
1. ↑  "BLABBERMOUTH.NET – MY DYING BRIDE Parts Ways With Bassist, Drummer; Replacements Announced". Arkiveret fra originalen 6. juni 2011. Hentet 26. juni 2008.